# Borszczewka (rejon poczinkowski)
Borszczewka (ros. Борщевка) – wieś (ros. деревня, trb. dieriewnia) w zachodniej Rosji, na osiedlu wiejskim Stodoliszczenskoje w  rejonie poczinkowskim (obwód smoleński).

## Geografia
Miejscowość położona jest nad rzeką Pietrowka, 1 km od drogi federalnej R120 (Orzeł – Briańsk – Smoleńsk – Witebsk), przy drodze regionalnej 66K-33 (Borszczewka – Szumiaczi), 9,5 km od centrum administracyjnego osiedla wiejskiego (Stodoliszcze), 37,5 km od centrum administracyjnego rejonu (Poczinok), 86,5 km od Smoleńska, 20,5 km do najbliższej stacji kolejowej (Rosławl).

## Demografia
W 2010 r. miejscowość zamieszkiwały 22 osoby.

## Historia
- W czasie II wojny światowej od lipca 1941 roku dieriewnia była okupowana przez hitlerowców. Wyzwolenie nastąpiło we wrześniu 1943 roku[5].